# Федерація Вест-Індії
Федерація Вест-Індії (англ. Federation of the West Indies або англ. West Indian Federation) — короткочасний політичний союз, що існував з 3 січня 1958 року по 31 травня 1962 року. 
Різні острови в Карибському морі, що входили до складу Британської імперії, включаючи Тринідад і Тобаго, Барбадос, Ямайку, а також колонії на Підвітряних і Навітряних островах, об’єдналися та створили Федерацію зі столицею в Порт-оф-Спейн, Тринідад і Тобаго. 
Провідний намір Федерації полягав у створенні політичної одиниці, яка стала б незалежною від Британії як єдина держава 
 
— можливо, подібна до Канадської Конфедерації, Австралійської Співдружності або Центральноафриканської Федерації. 
Перш ніж це могло статися, Федерація розвалилася через внутрішні політичні конфлікти щодо того, як нею керувати чи життєздатно функціонувати. Створення Вест-Індської федерації заохочувалося Сполученим Королівством, за підтримки націоналістів Вест-Індії.

Території, які мали стати частиною Федерації, згодом стали дев'ятьма сучасними суверенними державами: Антигуа і Барбуда, Барбадос, Домініка, Гренада, Ямайка, Сент-Кітс і Невіс, Сент-Люсія, Сент-Вінсент і Гренадини та Тринідад і Тобаго; Ангілья, Монтсеррат, Кайманові острови та острови Теркс і Кайкос стали британськими заморськими територіями. Британська Гвіана і Британський Гондурас мали статус спостерігача у Вест-Індській федерації.

## Адміністративна структура
- Столиця Порт-оф-Спейн.
- Глава федерації — монарх Великої Британії, представлений генерал-губернатором. Цю посаду з моменту утворення до розпуску займав Патрік Джордж Томас Б'юкен-Гепберн, барон Гейлес.
- Генерал-губернатор призначав прем'єр-міністра. Ним був Грантлі Герберт Адамс (від Лейбористської партії).
- Грошова одиниця — східнокарибський долар.